# Bombebøssen
Bombebøssen er en stiftelse for gamle trængende søfolk og deres enker stiftet 2. november 1819, da kommandør, waterschout Peter Norden Sølling fik tilladelse til på waterschoutens kontor at opstille en til sparebøsse indrettet bombe til indsamling af bidrag. Stiftelsen indrettedes på et loft i Wildersgade 1822, flyttede 1825 til stiftelsens egen i 1824 købte ejendom på hjørnet af Dybensgade og Skvaldergade, flyttede 1844 til Brogade 8 og 1891 til sin nuværende bygning af røde mursten, kælder og tre stokværk tegnet af arkitekt Thorvald Bindesbøll. På facaden er indmuret en bombe over porten og et basrelief med portrætmedaljon udført af Otto Evens af stifteren. Den enkle, nøgne bygning har indskrevet sig i dansk arkitekturhistorie, fordi Bindesbøll her indledte en bevægelse væk fra den stukdekorerede arkitektur og tillod sig at opføre en helt simpel bygning ud til et hovedstrøg i København.
Stiftelsen har ni familielejligheder til sømænd og deres hustruer og værelser til to enker og 37 ugifte sømænd. Beboerne får foruden fri bolig lys, brændsel og sygepleje; tillige modtager ca. 2/3 af dem kost, vask og klæder. Under stiftelsens bestyrelse er legater, hvis renter tilfalder dels trængende søfolk i almindelighed, dels efterladte efter forulykkede søfolk, sjællandske fiskere, der har mistet redskaber og skibbrudne. Den bestyres af en direktion på ni medlemmer, der udnævnes af kongen.
I 1956 blev stiftelsen udvidet med en 6-etages modernistisk bygning i gule mursten i Dronningensgade 69 tegnet af Flemming Lassen. Begge bygningerne har høj bevaringsværdi.
Der er rundt om i landet oprettet andre stiftelser og understøttelsesfonde med samme navn, lige som gamle søminer bruges til indsamlingsbøsser mange steder.